# IC 4612
IC 4612 — галактика типу S? (спіральна галактика) у сузір'ї Геркулес.
Цей об'єкт міститься в оригінальній редакції індексного каталогу.